# Структура французької армії
Організація армії Франції зафіксована в главі 2 розділу II книги II частини третьої Кодексу оборони, зокрема, в результаті кодифікації Указом 2000—559 від 21 червня 2000 року
Відповідно до статті R.3222-3 Кодексу оборони, до армії входять:
- Начальник штабу армії (фр. Chef d'état-major de l'armée de terre (CEMAT)).
- Штаб армії (фр. l'état-major de l'armée de terre (EMAT), дослівно — Генеральний штаб сухопутної армії), який дає загальне керівництво та управління всіма компонентами;
- Інспекція армії (фр. l'inspection de l'Armée de terre);
- Армійський відділ кадрів (фр. la direction des ressources humaines de l'armée de terre (DRHAT), дослівно — Керування людськими ресурсами сухопутної армії));
- Сили[уточнити];
- Територіальна організація (5 округів: Іль-де-Франс, Північно-Західний, Південно-Західний, Південно-Східний та Північно-східний — фр. Île-de-France, Nord-Ouest, Sud-Ouest, Sud-Est et Nord-Est);[3]
- Послуги[уточнити];
- Відділ підготовки військових кадрів та інститути вищої освіти.

Армія розділена на корпуси:
- Морські війська, що складаються з морської піхоти (фр. Infanterie de Marine)
- Французький іноземний легіон (фр. Légion étrangère)
- Бронетанковий корпус (фр. Arme Blindée Cavalerie)
- Артилерійський корпус,
- Армійська авіація
- Корпус Військових інженерів (фр. Génie Militaire);

Крім того, наявні піхота, яка включає в себе єгерів і гірську піхоту, підрозділи технічного забезпечення (фр. Matériel), логістики, зв'язку і Комісаріат сухопутних військ.
Оперативна організація армії поєднує військові одиниці з різних корпусів — родів військ — під орудою командування сухопутними силами (фр. Commandement des Forces Terrestres). У 2025 році командування сухопутними силами керує Французьким корпусом швидкого реагування (фр. Corps de réaction rapide France), двома штабами рівня дивізії і низкою бригад:
- 2-га бронетанкова
- 4-та армійської авіації
- 6-та легка бронетанкова
- 7-ма бронетанкова
- 9-та морської піхоти
- 11-та повітрянодесантна
- 19-та артилерійська
- 27-ма гірської піхоти
- інженерна бригада
- логістична бригада
- бригада забезпечення тощо.